# 圣马丹德拉普拉斯
圣马丹德拉普拉斯（法語：Saint-Martin-de-la-Place，法語發音：[sɛ̃ maʁtɛ̃ də la plas] ⓘ）是法国曼恩-卢瓦尔省的一个旧市镇，位于该省东部，属于索米尔区。该旧市镇总面积14.84平方公里，2009年时的人口为1162人。
圣马丹德拉普拉斯已于2018年1月1日合并入热讷-瓦勒德卢瓦尔。

## 人口
圣马丹德拉普拉斯人口变化图示